# Andrä Heinrich Fogowitz
Andrä Heinrich Fogowitz (* 21. Juni 1858 in Wien; † nach 1909) war ein österreichischer Schriftsteller, Verfasser von Jugendschriften und Abenteuerbüchern. Er veröffentlichte auch unter den Pseudonymen Heinrich Herold, Willibald Römer und Max Wirth.

## Leben
Über sein Leben ist nichts bekannt. Er wurde in Wien geboren, er lebte und starb auch dort. Fogowitz war als Schriftsteller sehr produktiv. Er schrieb viele kürzere Erzählungen, abenteuerliche Geschichten und Bearbeitungen bekannter Werke für die Jugend. Er war auch Herausgeber von Märchen-, Sagen- und Mädchenbüchern.

## Werke (Auswahl)
- Abenteuer in Arkansas oder Die Chakra Seguidilla. Erzählung aus den westlichen Distrikten. Mit Zugrundlegung eines älteren Sujets. Spaarmann, Oberhausen/Leipzig 1880.
- Durch Kampf zum Sieg. Eine Geschichte aus der Zeit des deutschen Befreiungskrieges. Der Jugend erzählt. Trewendt, Breslau 1880.
- Adlerflügel, der Häuptling der Abenakis oder: Die Tochter des schwarzen Schakal. Eine Erzählung aus dem Leben der nordischen Indianer. Spaarmann, Oberhausen/Leipzig 1880.
- Onkel Toms Hütte, oder Schwarz und Weiß. Bilder aus dem nordamerikanischen Sklavenleben nach Harriet Beecher-Stowe. Kröner, Stuttgart 1880.
- Treuherz, oder Trapper und Steppenräuber. Schilderungen aus dem Natur- und Menschenleben im fernen Westen. Mülheim an der Ruhr 1881.
- Wenonga, der schwarze Geier oder Gefahren der Wildnis. Erlebnisse und Abenteuer aus dem amerikanischen Urwalde. 1882.[3]
- Djamar. Bachem, Köln 1882.
- Hermann von Lueg, der Ritter Bär von Krain. Historische Skizze. 1882.[3]
- Der Verrat der Wyandots oder die wilde Katze. Eine Erzählung zur Zeit des englisch-französischen Kolonieenkampfes in Nordamerika. 1882.
- Der "Malström" oder Der Untergang der "Albatros". Erinnerung aus dem Leben eines Semmannes. 1883.
- Margarethe von Burgund. Historisches Trauerspiel in fünf Aufzügen. Nach Frédéric Gaillardet übersetzt und für die deutsche Bühne frei bearbeitet. Reclam, Leipzig 1883. (Digitalisat)
- Der Löwe der Wildnis oder Die verfolgten Goldsucher. Eine Abenteurergeschichte. Leipzig/Oberhausen 1883.
- Im Lande der Schwarzfüße. Ein Bild aus dem Leben der Trapper und Rothäute. 1883.[3]
- Pedrilla Xaltos, die Heldin der Guerillas. Eine Begebenheit aus der Zeit der spanischen Guerilla-Insurrektion. 1883.[3]
- In der Eisregion oder Verloren und Wiedergefunden. Eine Geschichte aus der Polarwelt. Bagel, Mülheim an der Ruhr 1883.
- Olitopada, die schöne Waldblume. Erzählung aus dem Indianerleben. 1884.[3]
- Unter französischen Piraten. Erlebnisse zur See. Spaarmann, Styrum 1884.
- Das Goldtal von San Bistachio. Neumexikanische Bilder und Scenen. 1884.[3]
- Die Niederlassung am Mississippi oder Wie Stl Louis gegründet ward. Erzählung aus dem Jahre 1870. 1884.
- Der weiße Renner der Prairien. Wunderbare mittelamerikanische Jagdtouren. 1885.
- Opfermut und Treue bei den Shoshones Erlebnisse zweier Deutscher im Idaho-Distict und in den Felsenbergen. 1885.
- Tanaquil, der letzte seines Stammes. Aus der Skizzenmappe eines Reisenden. Bagel, Mülheim a. d. Ruhr 1885.
- Zwei Welten oder: Die ersten Ansiedler am Mohawksee. Geschichtliche Erzählung. Bagel, Mülheim a. d. Ruhr 1885.
- Die Chakra Seguidilla oder Abenteuer in Arkansas. Erzählung aus den westlichen Distrikten. Mit Zugrundlegung eines älteren Sujets. Spaarmann, Styrum 1885.
- Der Zug durch die Wüste del Nort. Eine Erzählung aus dem Leben an der Indianergrene und in der Wüste. Bagel, Mühlheim 1885.
- Unter den Antilopen-Comanchen oder eine indianische Brautwerbug und Heirat. Erzählung und Sittenschilderung. 1885.[3]
- Seeleiden Isbrand Bontekoes und seiner Gefährten oder Irrfahrten auf dem indischen Ozean, Erzählung nach Bontekoes eigenen Aufzeichnungen . 1885.[3]
- Die Kriegs-Korsaren von St. Malo. Bartenschlager, Reutlingen 1886.
- Das Truglicht oder An Norwegens Küste. Erzählung. 1886.[3]
- Der Dolch des Javanen. Bardtenschlager, Reutlingen 1886.
- Ben Hortons merkwürdige Schicksale oder Zwei Jahre auf einsamen Inselriffen. Eine Robinsonade. 1886.[3]
- Adlerflügel, der Häuptling der Abenakis oder: Die Tochter des schwarzen Schakal. Eine Erzählung aus dem Leben der nordischen Indianer. Spaarmann, Oberhausen/Leipzig 1886.
- Das Landhaus am Donaustrand, eine Original-Erzählung für die reifere Jugend. Bardtenschlager, Reutlingen 1887.
- In heimlichem Sold oder: Die Geheimnisse der Lagunenstadt. Eine Geschichte aus der Zeit von Venedigs Dogenherrschaft. Für die reifere Jugend erzählt. Bardtenschlager, Reutlingen 1887.
- Zur See aufgelauert oder In der Gewalt marokkanischer Seeräuber. Eine Geschichte von der Aequatorgegend. Oberhausen/Leipzig 1887.
- Deutsch-Afrika oder Die Vorgänge in Kamerun. Volkserzählung aus den neuesten Niederlassungen im Westen des "dunkeln Welttheils". Oberhausen 1887.
- Giacomo Rossi, der Abruzzenräuber. Eine Geschichte aus dem italienischen Gebirgsland. Spaarmann, Styrum 1887.
- An den Ufern des Ganges oder Der Sohn des Hindu-Piraten. Gemälde aus dem Leben im englischen Indien. Oberhausen/Leipzig 1887.
- Eine edle Rache oder Nils Christensons schönste That. Eine Stockholmer-Geschichte aus den bewegten Tagen der schwedisch-polnischen Doppelherrschaft . Oberhausen/Leipzig 1887.
- Graf Radetzky, Österreich`s "Marschall Vorwärts". Geschichtliche Erzählung aus den Siegestagen des alten Kaiserreiches. Bardtenschlager, Reutlingen 1887.
- Die Flucht der Quadrone oder: Auf Durants Plantage. Eine Erzählung vom Louisiana Bezirk. Spaarmann, Styrum 1887.
- Michiel de Ruyter, der Schrecken des grossen Ozeans. Historische Erzählung aus dem Zeitalter der Seemächte. Spaarmann, Styrum 1889.
- Gion Forastero oder An Kaliforniens Gestaden. Eine Erzählung aus der Gegend der kalifornischen Perlbank. Spaarmann, Styrum 1888.
- Das Erbe von Humpry-Court. Eine Erzählung aus der Nottingham-Grafschaft. 1888.[3]
- Don Quixote von La Mancha, nach Miguel de Cervantes Saavedra. 1888.
- Das Gericht der heiligen Vehme oder Wolfram von der Esche, genannt der "Erzteufel". Volkserzählung. 1889.[3]
- Halbblut, oder: Aureng-Zeb, der Mahrattenfürst. Indische Erzählung. Spaarmann, Styrum/Leipzig 1889.
- Der Kapitän vom Leviathan. See-Erlebnisse auf der Fahrt nach Jamaika. 1889.[3]
- Aus sonnigen Tagen. Erzählungen für Mädchen von 12–15 Jahren. Liebau, Berlin 1889.
- Kurze Geschichten für kleine Leute. Buntes Allerlei für Knaben und Mädchen im Alter von 8-10 Jahren. Liebau, Berlin 1889.
- "Unser Fritz". Ein deutscher Held und Sieger. Die Lebensgeschichte Friedrich III. in 20 Bildern der Jugend erzählt. Liebau, Berlin 1889.
- Der Held von Lissa. Geschichtliche Erzählung aus dem Leben eines Admirals für die reifere Jugend. Bardtenschlager, Reutlingen 1890.
- Fern von der Heimat. Eine Erzählung für die reifere Jugend. Bardtenschläger, Stuttgart 1890.
- Tanaquil, der Letzte seines Stammes. Aus der Skizzenmappe eines Reisenden. Bagel, Mülheim a. d. Ruhr 1890.
- Aus fernen Landen. 1891
- Der Skalpjäger oder der Kriegszug der Navajoes, nach Thomas Mayne Reid. 1892.
- Erlebnisse eines Nomaden-Jägers am Pacos-River. Prärie-, Wald- und Wüstenbilder. Bagel, Mülheim a. d. Ruhr 1892.
- Der Raub der Faktors-Tochter. Abenteuerliche Scenen im Lande der Chinesen. Bagel, Mülheim a. d. Ruhr 1892.
- Der Fährtensucher oder Auf der Jagd nach dem Prärieräuber, nach Gustave Aimard. 1893.
- Streifzüge durch Länder und Meere. Für die Jugend geschrieben. Düms, Wesel 1893.
- Abenteuerliche Erzählungen aus allen Weltteilen. Düms, Wesel 1893.
- Glutauge, der Pastanowa oder: Nur ein Wilder. Eine Erzählung aus dem Leben der Kolonisten an der indianischen Grenze. Bagel, Mülheim a. d. Ruhr 1894.
- Der Waldmensch oder Verirrt in der Urwildnis. Eine wahre Geschichte aus den Wäldern im Kanzaslande. Bagel, Mülheim a. d. Ruhr 1893.
- Indianer, Freischärler und Goldsucher, nach Gustave Aimard. 1894
- Zaubervogel oder: Das weisse Mädchen der Mönnitarrisindianer. Episoden aus einem Sommeraufenthalt unter der Indianern des Rocky-Mountain-Territoriums. Bagel, Mülheim a. d. Ruhr 1894.
- Das Jakutenmädchen oder die Reise nach der Elfenbeinmine des Nordpols. Nordische Abenteuer. Bagel, Mülheim a. d. Ruhr 1894.
- Indianische Freundschaft oder Die Rettung der Verurteilten. Erzählung aus Neu-Mexiko. Bagel, Mülheim a. d. Ruhr 1894.
- Prinzessin Goldhaar. Eine Erzählung für junge Mädchen. Düms, Wesel 1894.
- Des Marabout Diamant oder Die Tauschhändler am Senegal. Abenteuerfahrten im Lande der Dscholossen und Bambaras. Bagel, Mülheim a. d. Ruhr 1894.
- Der Karawanenführer oder Der Untergang der Blackfeet-Indianer. Holick, der Wolfsjäger. Zwei Erzählungen aus dem Westen. Bagel, Mülheim a. d. Ruhr 1894.
- Am Grabe des Trappers oder Die Frau des Biberjägers. Erzählung aus dem Biberfängerleben im Norden. Der Schmuggler. Eine ostfriessische Geschichte. Bagel, Mülheim a. d. Ruhr 1894.
- Aus fernen Welten. Geschichten und Bilder. Für die Jugend geschrieben. Düms, Wesel 1895.
- Der Waldläufer, nach Gabriel Ferry. 1895.
- Der fliegende Holländer und andere unterhaltende Geschichten. Für die Jugend dargestellt. Düms, Wesel 1897.
- Lichtenstein, nach Wilhelm Hauff. 1898.
- Robinson Crusoe, nach Daniel Defoe. 1898.
- Im Palaste des Dogen – Eine Erzählung aus der Zeit von Venedigs Dogenherrschaft. Für die reife (oder die reifere) Jugend erzählt. Bardtenschläger, Stuttgart 1899.
- Backfischchens Mußestunden. Erzählungen für die reifere Mädchenwelt. Weichert, Berlin 1900.
- Im Dorfe des roten Pfeifenthons oder: Palinque und Maschukka. Eine indianische Geschichte aus der Savannengegend. Bagel, Mülheim a. d. Ruhr 1901.
- Die Niederlassung am Mississippi oder Wie Stl Louis gegründet ward. Erzählung aus dem Jahre 1870. Bagel, Mülheim a. d. Ruhr 1902.
- Der stumme Jäger. Szenen aus dem teanischen Kriegsleben. Bagel, Mülheim an der Ruhr 1903.
- Ulrich Hauser, der Gemsenjäger, oder: Bis zum Gletscher-Eis. Erzählung mit Zugrundelegung eines älteren Sujets. Bagel, Mülheim a. d. Ruhr 1903.
- Antinahuel – der Großtoqui der Araukaner. Eine Erzählung aus den Kämpfen der Roten und Weißen im Lande der Aukas. Von Gustav Aimard. Union Deutsche Verlagsgesellschaft, Stuttgart/Berlin/Leipzig 1931. (Digitalisat)

## Herausgeberschaft
- Im Reich der Fabel. Eine Auswahl der besten Fabeln und Parabeln. Bardtenschläger, Reutlingen 1887.
- Deutscher Märchenwald. Die allerschönsten Kinder- und Hausmärchen. Reutlingen 1887.
- Aus dem Zauberlande. Die schönsten Märchen und Sagen für die Jugend. Liebau, Berlin 1888.
- Märchen und Sagen aus Nord und Süd. Für die Jugend gesammelt und erzählt. Liebau, Berlin 1888.
- Balladenschatz. Die besten und beliebtesten Erzählungsgedichte, für die Jugend zusammengestellt, neu durchgesehen und mit vielen Anmerkungen versehen. Union Deutsche Verlags-Gesellschaft, Stuttgart 1890.
- Märchenschatz für die Jugend. Die allerschönsten Kinder- und Hausmärchen von Bechstein, Grimm, Musäus etc. Bardtenschlager, Reutlingen 1908.